# Retinoides
Os retinóides são moléculas quimicamente relacionadas com a vitamina A. Incluem as substâncias ativas: acitretina, adapaleno, alitretinoína, bexaroteno, isotretinoína, tazaroteno e tretinoína.
Podem ser administrados, por via oral ou aplicados na pele, para o tratamento de várias patologias do foro dermatológico, como o acne e psoríase. Alguns estudos provam o seu benefício no envelhecimento cutâneo.
Estão classificados como teratogénicos, pelo que não devem ser usados durante a gravidez nem em mulheres em idade fértil a planear engravidar.